# Ivan Bordi
Ivan Bordi (Târgu Mureș, 21 gennaio 1938 – Redwood City, 28 giugno 2021) è stato un pallanuotista rumeno.
Ha fatto parte del Romania che ha partecipato al torneo di pallanuoto ai Giochi di Melbourne 1956, giocando in quattro partite, senza segnare alcun gol.